# Lhakpa Tshoko
Lhakpa Tshoko, aussi écrit Lhakpa Tsoko, tibétain : ལྷག་པ་འཚོ་སྒོ, Wylie : lhag pa 'tsho sgo, né le 10 mars 1958 au Tibet est un homme politique tibétain. 

## Biographie
Lhakpa Tshoko est né le 10 mars 1958 dans la préfecture de Shenkar, au sud du Tibet,.
Il est scolarisé à l'école tibétaine de Darjeeling dont il est diplômé en 1976 avant de rejoindre le St. Stephens College de l'université de Delhi dont il est diplômé en 1980,. 
Il est vice-président du congrès de la jeunesse tibétaine de 1980 à 1982, secrétaire de cabinet du gouvernement tibétain en exil de 1982 à 1984, et secrétaire général du Bureau de liaison du dalaï-lama pour le Japon et l'Asie orientale en 1984 à 2002. De 2002 à 2007, il devient secrétaire général, puis représentant adjoint du Bureau du dalaï-lama à New Delhi. 
Il est nommé représentant du Bureau de liaison du dalaï-lama pour le Japon et l'Asie orientale à partir de juin 2007,.
Lhakpa Tshoko parle couramment le japonais et connaît la culture japonaise.
Lhakpa Tshoko a été transféré de Tokyo tant que nouveau représentant du Bureau d'information du Tibet à Canberra à partir du 25 juin 2014, en remplacement de Sonam Norbu Dagpo. 
Il devait être remplacé par Karma Singey comme représentant du Bureau du Tibet à Canberra le 1er juin 2020. 
En mars 2021, Lhakpa Tshoko présente à des parlementaires australiens un livre publié par le Bureau d'information du Tibet à Canberra intitulé Cultiver l'identité tibétaine en Australie – Merci Australie décrivant les visites du 14e dalaï-lama en Australie, la formation du Groupe parlementaire multipartite australien pour le Tibet, à la visite de 10e panchen-lama en Australie en 1986. Il a également présenté aux parlementaires la loi américaine sur la politique et le soutien au Tibet de 2020.
Ce n'est que le 14 avril 2021 que le remplacement a lieu,.